# Agrostophyllum mucronatum
Agrostophyllum mucronatum är en orkidéart som beskrevs av Johannes Jacobus Smith. Agrostophyllum mucronatum ingår i släktet Agrostophyllum och familjen orkidéer. Inga underarter finns listade i Catalogue of Life.